# Шустіков Віктор Михайлович
Віктор Михайлович Шустіков (рос. Виктор Михайлович Шустиков, нар. 28 січня 1939, Москва) — радянський футболіст, що грав на позиції захисника. По завершенні ігрової кар'єри — футбольний тренер. Заслужений майстер спорту СРСР (1969).
Протягом усієї кар'єри виступав за «Торпедо» (Москва), а також національну збірну СРСР.

## Клубна кар'єра
Віктор Михайлович народився 28 січня 1939 року в Москві. Його батько, Михайло Іванович, працював на заводі, був фахівцем вищої кваліфікації. Перші свої футбольні матчі Віктор зіграв в 1952 році за юнацьку команду спортклубу «Філі», в складі якого двічі поспіль ставав переможцем першості Москви.
Після цього Шустікова примітили селекціонери «Торпедо» (Москва) і запросили у Футбольну школу молоді (ФШМ), що щойно відкрилася, де його наставником був Костянтин Бєсков. Віктор грав на різних позиціях — і в нападі, і на воротах, брав участь в численних турнірах. Разом з ним там займались Володимир Федотов, Геннадій Логофет, Ігор Численко, Геннадій Гусаров, Олег Сергєєв, Микола Маношин та інші. Самим Шустіковим цікавилися провідні московські команди, однак в жодну з них Віктор так і не потрапив.
|                   | Я не потрапив ні в одну з команд своєї мрії: ні в «Спартак», ні в ЦСКА, ні в «Динамо». Доля розсудила по-іншому, і думаю, що вона вчинила мудро. Я опинився в команді автозаводців «Торпедо», яка за духом, вихованням, навколишнім середовищем, стилем гри була, безсумнівно, мені ближче, ніж мої кумири. Мене, жовторотого пташеня, що нічим не проявив ще себе у футболі, прийняв колектив зі славними традиціями, і коли я прийшов в команду, в ній був живий дух робочого клубу — напористість, наступальний характер, завзяття, стійкість. Я сказав, що доля розпорядилася мною. Але це не зовсім так. Я потрапив у «Торпедо», як і багато моїх товаришів, за рекомендацією Віктора Олександровича Маслова |
| — Віктор Шустіков | |

.
У сезоні 1958 року Шустіков грав у дублі, але вже в 1959 році міцно закріпився в основі «Торпедо». У 1960 році команда виграла чемпіонське звання і стала володарем Кубка СРСР. На той момент вона стала четвертою в історії радянського футболу, якій пощастило зробити «золотий дубль». У тому сезоні «Торпедо» провело п'ять зустрічей з чинним чемпіоном країни — московськими динамівцями, з яких виграло чотири й одну звело внічию при загальному співвідношенні забитих і пропущених м'ячів 7:1.
Однак довго проіснувати «золотий команді» не судилося, виною чому стала відставка Маслова. У 1961 році «Торпедо» могло знову зробити «дубль», але на фініші чемпіонату втратило перевагу і зайняло лише 2-е місце, а потім поступилося і в фіналі Кубка донецькому «Шахтарю». Відповідальність за невдачу поклали на головного тренера і зняли його з роботи. Після цього почався поступовий розпад команди. Багатьох гравців наполегливо переманювали в інші клуби: Маношина, Денисова і Глухотко — в ЦСКА, Гусарова — в «Динамо», Островського — в київське «Динамо», а Метревелі — в тбіліське.
«Торпедо» під керівництвом тренера Юрія Золотова зуміло піднятися знову і вже в 1964 році претендувало на титул чемпіона країни, поступившись лише в додатковому матчі це звання тбіліському «Динамо» (у додатковий час — 1: 4).
Перемога в першості СРСР 1965 року сталася багато в чому завдяки старанню і самовіддачі гравців. Новий тренер торпедівців Віктор Мар'єнко віддавав перевагу атлетизму спортсменів і на відміну від Маслова, який любив футболістів м'яких, технічних, прагнув прищепити їм навички жорсткої, непоступливої боротьби. Віктор Шустиков на той час вже став визнаним лідером клубу і залишався ним аж до свого відходу. Не випадково протягом 4 років, з 1968 по 1972 рік, він був беззмінним капітаном команди. За кількістю зіграних у чемпіонатах СРСР матчів Віктора Шустікова зміг випередити лише Олег Блохін. А ось рекорд з безперервного перебування на полі (253 матчі без пропусків та замін) так і не був побитий до завершення історії радянського футболу.

## Виступи за збірну
Перше знайомство Віктора Шустікова зі збірною сталося ще в 1958 році. Тоді на великий міжнародний турнір до Бельгії вирушила юнацька команда «Торпедо», що була, по суті, збірною командою Союзу. Це був перший виїзд радянських юнаків за кордон, тому спортивне керівництво, з одного боку, боячись поразки, скомплектувало команду з найкращих футболістів, а з іншого, оскільки турнір був для клубних команд, — побоювалося офіційно назвати його збірною. П'ятеро гравців тієї команди представляли «Торпедо» (Гусаров, Сергєєв, Денисов, Воронін, Шустіков), в її складі були також динамівці Численко, Мудрик, Коршунов і Короленков, а також воротар Бітний з «Локомотива», Носов з донецького «Шахтаря», Шикунов з Ростова і Лев Бурчалкін з Ленінграда. В підсумку той турнір радянські футболісти виграли.
22 вересня 1963 року дебютував в офіційних матчах у складі національної збірної СРСР в товариській грі проти Угорщини, який завершився нічиєю 1:1.
У складі збірної був учасником чемпіонату Європи 1964 року в Іспанії, де разом з командою здобув «срібло». На цьому турнірі Шустіков відіграв всі 180 хвилин — і в переможному півфіналі з данцями, і в фіналі з іспанцями, який радянські футболісти програли з рахунком 1:2. У тому матчі Шустіков грав на незвичному для себе місці — на правому краї. В установку на гру, як це часом траплялося в ті роки, втрутилася політика. Керівники футболу натякнули головному тренеру збірної Костянтину Бескову, що поразка в грі з Іспанією, в якій правив режим Франко, виключається, і зажадали від нього грати строго оборонний варіант. Під впливом цього Костянтин Іванович поставив на гру відразу п'ятьох захисників: Мудрика, Корнєєва, Анічкіна, Шестерньова і Шустікова.
|                   | В результаті в тактичному плані гра вийшла розірваною. Між лініями оборони, півзахисту і нападу, по суті, не було ніякого зв'язку: лише один Воронін, як лев у клітці, метався між обороною і нападом і, звичайно, поодинці нічого вдіяти не зміг. Потім, ажіотаж навколо цього матчу був страшний. Пам'ятаю, ми вже закінчували розминку, як раптом по стадіону пішов суцільний гул і всі глядачі встали. Виявилося, що це сам Франко з'явився в урядовій ложі, і всі глядачі стоячи вітали його. Звичайно, мені на правому краї було незатишно. Так, власне, і другий гол через мене забили. Сталося це за шість хвилин до кінця зустрічі. На правому фланзі Переду обіграв Анічкіна і пробив уздовж воріт. Я був ближнім до м'яча, але зіграв якось невдало і не зумів перехопити його. А за мною перебував Марселіно, який спокійно вистрибнув і переправив м'яч головою у ворота |
| — Віктор Шустіков | |

.
Останній матч провів 29 листопада 1964 року проти збірної Болгарії, який завершився нічиєю 0:0. Всього протягом кар'єри у національній команді, яка тривала усього 2 роки, провів у формі головної команди країни 8 матчів і один матч за олімпійську збірну в 1964 році.

## Кар'єра тренера
Після завершення ігрової кар'єри Шустіков отримав диплом тренера. З 1974 по 1980 рік він працював з дублем рідного «Торпедо» і допомагав своєму колишньому одноклубнику, а тоді головному тренеру команди Валентину Іванову.
У 1983 році Віктор Михайлович закінчив Вищу школу тренерів і спробував себе в ролі наставника астраханського «Волгара», однак незабаром повернувся в Москву.
У «Торпедо» вільних місць не було і Шустіков взявся за клубні команди заводу, тренував дітей, а з 1991 року готував хлопчиків для головної торпедівської команди. Серед найвідоміших його вихованців — гравець ЦСКА і збірної Росії Сергій Ігнашевич.
У 2003 році, після відродження «Торпедо», Шустикова знову запросили в команду, де він працював тренером-селекціонером, а також в 1997–2002 роках був почесним президентом клубу «Торпедо-ЗІЛ». З 2004 року був консультантом в ФК «Москві».

## Титули і досягнення

### Командні
- Чемпіон СРСР (2): 1960, 1965
- Срібний призер чемпіонату СРСР (2): 1961, 1964
- Бронзовий призер чемпіонату СРСР (1): 1968
- Володар Кубка СРСР (3): 1960, 1968, 1972
- Віце-чемпіон Європи: 1964

### Особисті
- Провів 427 матчів в  чемпіонатах СРСР.
- 6 разів потрапляв в список «33 найкращих»: № 1 — 1963 1964; № 2 — 1960; № 3 — 1959, 1961, 1965.
- Нагороджений медаллю ордена «За заслуги перед вітчизною» II ступеня у зв'язку зі 100-річчям вітчизняного футболу (1997).

## Особисте життя
У 1974 році В. М. Шустіков написав книгу «Футбол на все життя», в якій розповів про свою долю в футболі, про своїх друзів і колег, про тих, з ким довелося йому зустрічатися на футбольному майданчику і за його межами.
Віктор Михайлович є засновником династії футболістів: 
- його син Сергій — також колишній півзахисник «Торпедо», а потім футбольний тренер, помер від серцевого нападу на початку 2016 року[3]
- онук, також Сергій, і теж виступав за «торпедівський» клуб.